# Evergestis rubidalbalis
Evergestis rubidalbalis là một loài bướm đêm trong họ Crambidae.